# Карл Зајц
Карл Јозеф Зајц (Беч, 4. септембар 1869 — Беч, 3. фебруар 1950) био је аустријски политичар члан Социјалдемократске радничке партије. Био је члан Царског савета, председник Националног савета и градоначелник Беча.

## Младост
Зајц је рођен у Бечу, тадашњој престоници Аустроугарске. Био је син трговца угљем. Након преране смрти оца, 1875. године, породица се нашла у крајњем сиромаштву, па је Карл морао да буде послат у сиротиште.
Ипак, стекао је добро образовање и стипендију за педагошки факултет у Ст. Полтену, у Доњој Аустрији. Године 1888. запослио се као учитељ једне основне школе у Бечу.
Као активни социјалдемократа, више пута је кажњаван због свог политичког активизма. Његово оснивање социјалдемократског синдиката наставника 1896. довело је до његовог делегирања у Доњоаустријски одбор за образовање 1897. године, и због тога је добио отказ као наставник у школи.

## Политичка каријера
Карл Зајц се окренуо политици и етаблирао се као један од најеминентнијих страначких стручњака за образовну политику. Године 1901. Зајц је изабран у Царски савет, а 1902. у покрајински парламент Доње Аустрије. Након избијања Првог светског рата 1914. Зајц је развио изражене пацифистичке склоности и учествовао је на Конгресу социјалиста у Стокхолму 1917. године.
Зајц је ушао у историју 1918. године, када се Аустроугарска распадала. Дана 21. октобра, чланови Царског савета који представљају етничке немачке покрајине царства, покренули су иницијативу да формирају Привремену националну скупштину своје парализоване крње државе. На конститутивној седници, Привремена скупштина је именовала Зајца за једног од своја три председника. Нешто више од недељу дана касније, 30. октобра, Зајц се неформално појавио као вршилац дужности шефа нове аустријске државе. До 12. новембра аустријски цар Карл је абдицирао и проглашена је Република Немачка Аустрија. Зајц се тако од вршиоца дужности шефа државе претворио у њеног привременог председника.

## Председник Аустрије
Готово истовремено, Зајц је именован за привременог председника Социјалдемократске радничке партије Аустрије након смрти партијског лидера Виктора Адлера. Године 1919. формализован је његов положај и као председник Аустрије и као председника странке.
Након примене Устава Аустрије 1. октобра 1920, Зајц је одбио да тражи реизбор, па је напустио функцију председника државе 9. децембра. Међутим, није се повукао из политике. Задржао је председавање својом партијом и место у новооснованом Националном савету. Зајц је у годинама које следе сву своју пажњу посветио локалним обавезама у Бечу.

## Градоначелник Беча
13. новембра 1923. Зајц је изабран за градоначелника Беча.
Обимни и компетентно вођени програми јавног благостања и образовања које је спроводио, посебно промовишући изградњу станова, били су веома популарни (чак и међу противницима његове странке) и остали су у позитивном памћењу деценијама касније. Тако његове речи током отварања Карл Маркс-Хофа, општинске зграде у Црвеном Бечу, се са поштовањем цитирају и данас: „Када нас једног дана више не буде, ово камење ће говорити уместо нас“.

## Лични живот
Када му је прва супруга преминула 1943. године, Карл Зајц се 1945. оженио Емом Зајдел, ћерком Амалије Зајдел, једне од првих жена чланица аустријског парламента.

## Каснији живот
Када се земља 1934. претворила у аустрофашистичку диктатуру, а побуна социјалдемократа против савезне владе била неуспешна, Социјалдемократска радничка партија је стављена ван закона. Пошто је на тај начин изгубио место председника странке, Зајц је такође смењен и са места градоначелника Беча и приведен, да би неколико недеља касније био пуштен без оптужбе. Иако је већина Бечлија сматрала да је његово уклањање са функције нелегитимно, Зајцова политичка каријера је у суштини приведена крају.
Настављајући да живи у Бечу, Зајц је био сведок Аншлуса 1938. и избијања Другог светског рата 1939. године. Имао је контакте са покретом отпора (Мајер-Меснер група, ЦАССИА) око касније погубљеног свештеника Хајнриха Мајера, који је био у контакту са америчком тајном службом ОСС. Свештеник Мајер је успоставио информативну мрежу ради добијања важних информација и реализације политичких планова за после рата. Зајц је 1944. био ухапшен по други пут и једно време је чак био затворен у концентрационом логору Равенсбрик, да би се поново вратио у Беч када је нацистичка Немачка капитулирала, маја 1945.
Иако болестан, Зајц је и даље служио новооснованој Социјалдемократској партији Аустрије (SPÖ) као њен почасни председник и номинални члан Националног савета до своје смрти, у 80. години живота. Сахрањен је у Средишњем бечком гробљу (Група 24, Ред 5, Гроб број 2 (Gruppe 24, Reihe 5, Grab Nr. 2)).